# Juanita Kreps
Clara Juanita Morris Kreps (Lynch, 11 januari 1921 - Durham, 5 juli 2010) was een Amerikaans econoom, politicus en minister van Economische Zaken.

## Opleiding en werk
Kreps, die geboren werd als Clara Juanita Morris, studeerde aan het Herea College, waar ze in 1942 haar kandidaatsexamen economie behaalde. Hierna vervolgde ze haar studie aan de Duke University in North Carolina en behaalde er haar masters in de economie in 1944. Tijdens haar studie was ze lid van het studentengenootschap Phi Beta Kappa. In 1948 promoveerde zij aan dezelfde universiteit. Als specialist in demografische arbeidsverhoudingen doceerde ze vervolgens aan de Denison University in Ohio, het Hofstra College op Long Island, Queens College in New York en ten slotte opnieuw aan de Duke University. Zij was de eerste vrouwelijke ondervoorzitter in het bestuurscollege van de Duke University. Later werd zij ook de eerste vrouw in het bestuur van de New York Stock Exchange.

## Politieke werkzaamheden
Na de zege van de Democraten bij de Amerikaanse presidentsverkiezingen van 1976 werd zij door president Carter benoemd tot minister van Economische Zaken. Ze werd aangezocht en voorgedragen door een van diens politieke adviseurs, Anne Wexler. Zij was de eerste vrouw in deze functie en was minister van januari 1977 tot en met oktober 1979.

## Personalia
Kreps trouwde in 1944 met een medestudent, Clifton Kreps. Deze zou later langdurig hoogleraar zijn aan de University of North Carolina at Chapel Hill. Samen kregen ze drie kinderen.

## Erkenning
In 1976 ontving Kreps de North Carolina Award voor haar langdurige inzet voor de publieke zaak. Ze was tevens houder van twintig eredoctoraten en lid van de raad van bestuur van tien grote ondernemingen.